# فرگشت هماوردی میان‌لوکوس
فرگشت هماوردی میان‌لوکوس (به انگلیسی: Interlocus contest evolution (ICE)) یک فرایند درگیری بین ژنومی است که توسط آن مکان‌های مختلف در یک ژنوم به‌طور آنتاگونیستی تکامل می‌یابند. فرگشت هماوردی میان‌لوکوس فرض می‌کند که فرایند ملکه سرخ، که با یک مسابقه تسلیحاتی فرگشتی آنتاگونیستی بی‌پایان مشخص می‌شود، نه تنها برای گونه‌ها بلکه برای ژن‌های درون ژنوم یک گونه نیز صدق می‌کند.
تصور می‌شود که فرگشت هماوردی میان‌لوکوس حالت غالب فرگشتی برای ژن‌های کنترل‌کننده رفتار اجتماعی باشد. فرایند فرگشت هماوردی میان‌لوکوس می‌تواند بسیاری از پدیده‌های بیولوژیکی، از جمله درگیری بین جنسی، درگیری فرزندان-والدین و رقابت مداخله‌ای را توضیح دهد.